# Отабеков, Жонибек Нурбекович
Жонибек Нурбекович Отабеков (узб. Жонибек Нурбекович Отабеков; род.  22 января 1994 года) — узбекский спортсмен, борец классического стиля. Бронзовый призёр чемпионата мира 2016 года. Бронзовый призер чемпионата Азии 2015 года.